# Splin
Splin este o trupă de muzică rock rusească formată în Sankt Petersburg.